# Kabinet-Clam-Martinic
Het kabinet Clam-Martinic bestuurde in de periode van 1916 tot 1917
Oostenrijk (Cisleithanië).

## Leden
- Heinrich Graf von Clam-Martinic - Minister-President en minister van Landbouw
- Ottokar Graf Czernin von und zu Chudenitz - Minister van Buitenlandse Zaken (van Oostenrijk-Hongarije)
- Karl Urban - Minister van Handel
- Maximilian Freiherr Hussarek von Heinlein - Minister van Godsdienst en Onderwijs
- Alexander Spitzmüller Freiherr von Harmersbach - Minister van Financiën (van Oostenrijk-Hongarije)
- Erasmus Freiherr von Handel - Minister van Binnenlandse Zaken
- Josef Freiherr von Schenk - Minister van Justitie
- Ottokar Freiherr von Trnka - Minister van Openbare Werken
- Zdenko Ritter von Forster - Minister van Spoorwegen
- Kolonel-Generaal Friedrich Freiherr von Georgi - Minister van Landsverdediging
- Veldmaarschalk Alexander Freiherr von Krobatin - Minister van Oorlog (van Oostenrijk-Hongarije)
- Michael Bobryzynski - Minister zonder Portefeuille
- Josef Maria Baernreither (liberaal) - Minister zonder Portefeuille

### Wijzigingen
- 10 april 1917: Kolonel-Generaal Rudolf Stöger-Steiner Edler von Steinstätten volgt veldmaarschalk Krobatin op als minister van Oorlog.
- 1 juni 1917: Ernst Ritter Seidler von Feuchtenegg volgt Clam-Martinic op als minister van Landbouw.